# Une sœur dangereuse
Une sœur dangereuse, ou Complot meurtrier au Québec (Framed for Murder) est un téléfilm canadien réalisé par Douglas Jackson et diffusé aux États-Unis le 18 mars 2007 sur Lifetime.

## Synopsis
June a été condamnée à 8 ans de prison pour avoir tué son compagnon, qui la trompait et la battait. Après avoir purgé sa peine, elle recouvre enfin la liberté. Elle se réjouit de retrouver son petit garçon, Sammy, et sa sœur, Claire, qui en a la charge depuis qu'elle a été incarcérée. Et surtout, elle entend bien prouver qu'elle est en réalité innocente.

## Fiche technique
- Titre français : Une sœur dangereuse
- Titre québécois : Complot meurtrier
- Titre original : Framed for Murder
- Réalisation : Douglas Jackson
- Scénario : Christine Conradt et Richard Dana Smith
- Société de production : S.V. Thrilling Movies
- Durée : 94 minutes
- Pays :  Canada

## Distribution
- Elisa Donovan (VF : Marjorie Frantz / VQ : Viviane Pacal) : June Baldwin
- Susan Walters (VF : Anne Deleuze / VQ : Hélène Mondoux) : Claire
- Perry King (VF : Patrick Poivey / VQ : Jacques Lavallée) : Jason
- Claire Brosseau (VF : Marie-Christine Robert / VQ : Julie Burroughs) : Charlie
- Kevin Jubinville (en) (VF : Pierre Laurent / VQ : Louis-Philippe Dandenault) : Nick
- Jonathan Higgins (VQ : François Trudel) : Victor
- Sophie Gendron (VQ : Anne Bédard) : Karen
- Thelma Farmer (VQ : Anne Caron) : Megan
- Lisa Langlois (VF : Aurélie Nollet / VQ : Geneviève Désilets) : Diane Desalvo
- John Robinson : Ken
- Donovan Reiter : Tony
- Andreas Apergis : Greg
- Steven McPhail : Sammy
- Paula MacPherson : Maggie
- Mark Camacho (VQ : Pierre Auger) : Inspecteur Freed
- Cary Lawrence (arz) : Dr Yardly
- Danny Blanco Hall : Parelli

Légende : Version Française = VF et Version Québécoise = VQ